# Henry Hallam
Henry Hallam (9 de julho de 1777 - 21 de janeiro de 1859) foi um historiador inglês. Educado em Eton and Christ Church, Oxford , ele atuou como advogado no circuito de Oxford por alguns anos antes de se dedicar à história. Suas principais obras foram Visão do Estado da Europa durante a Idade Média (1818), A História Constitucional da Inglaterra (1827) e Introdução à Literatura da Europa, nos séculos XV, XVI e XVII (1837). Embora ele próprio não participasse da política, conhecia bem o grupo de autores e políticos que liderava o partido Whig . Em uma revisão de 1828 de História Constitucional, Robert Southey afirmou que o trabalho foi tendencioso a favor dos Whigs.
Hallam era membro da Royal Society e administrador do Museu Britânico. Em 1830 ele recebeu a medalha de ouro pela história fundada por George IV.

## Vida
Único filho do Rev. John Hallam, cônego de Windsor e decano de Bristol, Henry Hallam nasceu em 9 de julho de 1777 e foi educado em Eton and Christ Church, Oxford, graduando-se em 1799. Chamado para a Ordem, ele exerceu por alguns anos no Circuito de Oxford; mas seus gostos eram literários, e quando, com a morte de seu pai em 1812, ele herdou uma pequena propriedade em Lincolnshire, ele se entregou aos estudos. Ele se conectou com o brilhante grupo de autores e políticos que lideravam o partido Whig, ligação a que devia a sua nomeação ao bem remunerado e fácil posto de comissário de selos; mas ele próprio não participou da política. Ele foi, entretanto, um apoiador ativo de muitos movimentos populares - particularmente daquele que terminou com a abolição do comércio de escravos; e ele estava apegado aos princípios políticos dos Whigs.
Primeira obra literária de Hallam foi realizado em conexão com o periódico Whig, a revisão de Edimburgo, onde sua revisão de Walter Scott 's Dryden atraiu a atenção. Sua primeira grande obra, View of the State of Europe during the Middle Ages (2 volumes), foi publicada em 1818, e foi seguida nove anos depois por The Constitutional History of England (1827, dois volumes). Introdução à Literatura da Europa, nos séculos XV, XVI e XVII (quatro volumes) apareceu em 1837. Um volume de notas suplementares para sua Idade Média foi publicado em 1843, e em 1852 Literary Essays and Characters: Selected from "An Introduction to the Literature of Europe"  foi publicado. Essas obras representam quase toda a carreira de Hallam.
Hallam era membro da Royal Society e administrador do Museu Britânico. Em 1830 ele recebeu a medalha de ouro pela história fundada por George IV.

## Trabalhos históricos
Hallam descreveu sua obra Idade Média como uma série de dissertações históricas para o período do século V ao século XV. A obra consiste em nove capítulos longos: as histórias da França, Itália, Espanha, Alemanha e dos impérios grego e sarraceno, preenchem cinco capítulos. Outros tratam das principais características institucionais da sociedade medieval: o sistema feudal, o sistema eclesiástico e o sistema político da Inglaterra. O último capítulo esboça a sociedade, o comércio, os costumes e a literatura na Idade Média.
A História Constitucional da Inglaterra (1827) retomou o assunto no ponto em que havia sido abandonado na Idade Média, a saber, a ascensão de Henrique VII, e levou-o até a ascensão de Jorge III. Hallam parou aqui porque não estava disposto a tocar em questões da política contemporânea que lhe pareciam remontar a todo o período do reinado de Jorge III, mas isso não o impediu de ser acusado de parcialidade. The Quarterly Review for 1828 contém um artigo hostil sobre a História Constitucional, escrito por Robert Southey, cheio de censura: o trabalho, disse ele, é a "produção de um partidário decidido". Foi seu tratamento distante de Charles I, Thomas Cranmer e William Laud que provocou a indignação de Southey.
Hallam, como Thomas Babington Macaulay, em última análise referiu as questões políticas ao padrão do constitucionalismo whig. Mas ele era cuidadoso com seu material, e foi isso que fez de História Constitucional um dos livros-texto padrão da política inglesa.

## Obras de história literária
A Introdução à Literatura da Europa em 4 volumes nos séculos XV, XVI e XVII (1837-1839) continua um tópico abordado na Visão da Idade Média. No primeiro capítulo, Hallam descreve o estado da literatura na Europa até o final do século XIV: a extinção do saber antigo que se seguiu à queda do Império Romano e à ascensão do Cristianismo; a preservação da língua latina nos serviços da igreja; e o renascimento das letras após o século 7. Durante o primeiro século e meio de seu período, ele se ocupou principalmente com uma revisão da aprendizagem clássica, fazendo curtos períodos decenais e observando as obras que eles produziram. Para o período de 1520-1550, há capítulos separados sobre literatura antiga, teologia, ciência, filosofia especulativa e jurisprudência , literatura de gosto e outra literatura diversa; e as subdivisões de assuntos são levadas adiante em períodos posteriores. Assim, a poesia, o drama e a literatura educada são temas de capítulos separados. Um autor pode ser mencionado em muitos capítulos: William Shakespeare, Hugo Grotius , Francis Bacon e Thomas Hobbes aparece em meia dúzia de lugares diferentes.
O plano excluía a história biográfica. É um relato dos livros que fariam uma biblioteca completa da época, ordenados por data de publicação e assunto.

## Morte e memoriais
Hallam morreu em Londres em 21 de janeiro de 1859, aos 81 anos. Ele tem um memorial na cripta da Catedral de São Paulo em Londres.

## Bibliográfia
- Text of Macaulay's essay in review of the Constitutional History
- Very short bio of Hallam
- Este artigo incorpora texto  (em inglês) da Encyclopædia Britannica (11.ª edição), publicação em domínio público.